# Momedossa symmetrica
Momedossa symmetrica là một loài chân đều trong họ Desmosomatidae. Loài này được Schultz miêu tả khoa học năm 1966.